# Elena Ceaușescu
Elena Ceaușescu (născută Lenuța Petrescu; n. 7 ianuarie 1916, Petrești, România – d. 25 decembrie 1989, Târgoviște, România) a fost un politician comunist român și soția dictatorului român Nicolae Ceaușescu.
A deținut funcțiile de membru al Biroului Permanent al Comitetului Politic Executiv al Comitetului Central al PCR și prim-viceprim-ministru al Consiliului de Miniștri, având un rol politic tot mai important în Epoca Nicolae Ceaușescu, odată cu trecerea timpului, începând cu anul 1972, după Tezele din iulie 1971.
În calitate de soție, a devenit subiect al cultului personalității lui Nicolae. A fost înfățișată drept o importantă cercetătoare chimistă, deși în realitate publicațiile apărute sub numele ei nu îi aparțineau. Printre numeroasele onoruri conferite, a fost și acela de membru titular al Academiei Române. Ceaușescu a fost prezentă la mitingul din 21 decembrie 1989, însoțindu-l pe Nicolae în fuga spre Târgoviște. Arestați și predați noilor autorități, cei doi au fost judecați sumar și executați prin împușcare.

## Tinerețe
Născută într-o familie săracă (fiica lui Nae și Alexandra Petrescu), după absolvirea celor patru clase primare, se mută cu fratele său în București. În 1939 intră în rândurile Partidului Comunist din România, unde-l va întâlni pe Nicolae. Cei doi se căsătoresc în 1947.

## Anii de mai târziu
Până la alegerea lui Ceaușescu în funcția de secretar general al PCR, Ceaușescu a ocupat posturi puțin importante, cum ar fi cel de secretară în Ministerul Afacerilor Externe. Obținerea funcțiilor politice se datorează în parte politicii feministe-socialiste adoptate și promovate de către comuniști. Așadar, în special odată cu venirea la putere a soțului său în 1965, aceasta va fi elevată la rangul unui egal al său pe baza principiului egalității între sexe. Odată cu ascensiunea soțului său, ea a început să preia funcții importante în aparatul de stat și în conducerea Partidului Comunist. Până în anul 1969 nu cumulează nicio funcție politică, fiind directoare la ICECHIM (Institutul de Cercetare Chimică). În 1972 a devenit membru al Comitetului Central al PCR. Din anul 1979 numele Ceaușescu este asociat "Cabinetului nr. 2", devenind astfel a doua persoană în stat din punct de vedere al importanței politice.
În 1980 Ceaușescu a fost aleasă deputat în Marea Adunare Națională și a deținut funcția de prim-viceprim-ministru al Consiliului de Miniștri. Deține această funcție până în decembrie 1989, făcând parte din guvernele Verdeț 2 (29 martie 1980 – 20 mai 1982), Dăscălescu 1 (21 mai 1982 – 28 martie 1985) și Dăscălescu 2 (29 martie 1985 – 22 decembrie 1989).
În anii '80 ea l-a ajutat pe poetul Nichita Stănescu în tratarea afecțiunilor ficatului facilitându-i un tratament special la Mangalia Nord.
A ordonat în 1987 demolarea bisericii "Sfânta Vineri" din București.

## Revoluție și moarte
În timpul revoluției române din 1989, a fost arestată, a fost condamnată la moarte și executată, împreună cu soțul ei, Nicolae. Cei doi au fost executați prin sentința Tribunalului Militar Excepțional înființat printr-un decret al CFSN pe 24 decembrie 1989.. Înaintea execuției, fiind pusă în față cu executarea separată a fiecăruia și referindu-se la soțul ei, a afirmat: "Împreună am luptat, împreună murim!" (imagini difuzate de documentarul cultural "Doctor horroris causa").

## Titluri
Din 1968 până în 1989, Ceaușescu a primit o serie mare de distincții din partea a zeci de state.
De asemenea, între 1962 și 1983, i-au fost acordate zeci de titluri și premii din partea unor instituții științifice importante ale lumii.

### Controverse

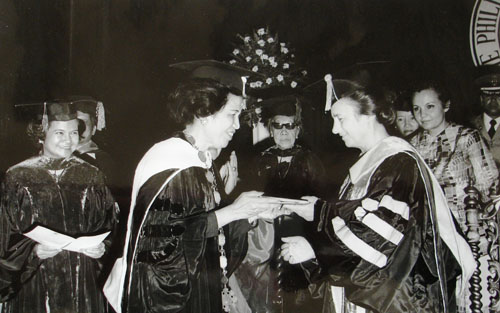
dr.h.c.mult. Ceaușescu primind titlul dr.h.c. la Manila

Ceaușescu a devenit doctor în chimie cu teza de doctorat „Polimerizarea stereospecifică a izoprenului”, redactată de alți savanți și susținută în condiții dubioase în decembrie 1967, deși cunoștințele ei în chimie se limitau doar la noțiuni elementare.
Formula dr.h.c.mult. indică faptul că respectivei persoane i-a fost conferit titlul de doctor honoris causa de mai multe ori (de către mai multe universități). Titlul dr.h.c. se acordă în special persoanelor care s-au distins în anumite domenii profesionale, sociale sau politice.
Dr.h.c.mult. Ceaușescu avea tot dreptul să poarte acest titlu, deoarece primise mai multe doctorate honoris causa de la diverse universități din lume. Chiar dacă ar fi fost dobândite în mod nemerituos (faptul că era soția președintelui României nu era o înșelătorie, chiar dacă teza ei de doctor în chimie fusese scrisă de dr. Osiaș, Bordeianu, Bittman și Cornilescu), unele dintre ele nu pot fi retrase, deoarece regulamentele unor universități nu permit retragerea unui astfel de titlu, de exemplu în cazul soțului ei.
Notă: a nu se confunda titlul dr.h.c. cu titlul științific de doctor: nu este necesar a fi doctor în vreo disciplină pentru a primi titlul dr.h.c., de exemplu Maica Tereza a primit D.D.h.c. (Doctor of Divinity honoris causa) de la Universitatea din Serampore, iar Sandra Brown a primit Honorary Doctorate of Humane Letters din partea Universității Creștine din Texas.
În 1974, Ceaușescu a fost aleasă ca membru titular al Academiei Române. Imediat după 1989, conform unui articol din statutul Academiei Române care prevede că sunt excluși toți acei membri care au suferit condamnări penale, a fost exclusă post-mortem din această instituție.

## Distincții
- Ordinul „Steaua Republicii Populare Române” clasa a V-a (1955)
- Ordinul „23 August” clasa a IV-a (12 august 1959) „pentru merite deosebite în opera de construire a socialismului”[15]
- Medalia „40 de ani de la înființarea Partidului Comunist din Romînia” (6 mai 1961) „pentru activitate îndelungată în mișcarea muncitorească și merite în opera de construire a socialismului”[16]
- Ordinul „Apărarea Patriei” clasa a III-a (6 mai 1961) „cu prilejul celei de-a 40-a aniversări de la înființarea Partidului Comunist din Romînia, pentru îndelungată activitate în mișcarea muncitorească, pentru merite deosebite în opera de construire a socialismului”[17]
- Ordinul Muncii clasa a II-a (10 august 1964) „pentru merite deosebite în opera de construire a socialismului, cu prilejul celei de a XX-a aniversări a eliberării patriei”[18]
- Ordinul „Tudor Vladimirescu” clasa a II-a (30 aprilie 1966) „cu prilejul celei de-a 45-a aniversări de la înființarea Partidului Comunist din România, pentru îndelungată activitate în mișcarea muncitorească și merite deosebite în opera de construire a socialismului”[19]
- Ordinul „Meritul Științific” clasa I (26 septembrie 1966) „pentru merite deosebite în activitatea științifică, cu prilejul Centenarului Academiei Republicii Socialiste România”[20]
- Ordinul „23 August” clasa I (1969)
- titlul de Erou al Muncii Socialiste și medalia de aur „Secera și ciocanul” (4 mai 1971) „cu prilejul aniversării a 50 de ani de la constituirea Partidului Comunist Român, [...] pentru activitate îndelungată în mișcarea muncitorească și merite deosebite în opera de construire a socialismului în patria noastră”[21]
- Ordinul „Victoria Socialismului” (19 august 1974) „pentru contribuția deosebită adusă la înfăptuirea politicii Partidului Comunist Român de făurire a societății socialiste multilateral dezvoltate în patria noastră”[22][23]
- Ordinul „Steaua Republicii Socialiste România” clasa I (5 ianuarie 1979) „pentru activitatea îndelungată în mișcarea muncitorească, revoluționară, pentru contribuția remarcabilă la dezvoltarea și afirmarea științei românești, pentru aportul deosebit la înfăptuirea politicii partidului și statului de făurire a societății socialiste multilateral dezvoltate în patria noastră, cu prilejul aniversării zilei de naștere”[24]
- titlul de onoare suprem „Erou al Republicii Socialiste România” (8 mai 1981) „pentru activitate îndelungată în mișcarea muncitorească, revoluționară, pentru aportul remarcabil în conducerea partidului și statului, la elaborarea și înfăptuirea Programului de făurire a societății socialiste multilateral dezvoltate în patria noastră și contribuția deosebită adusă la dezvoltarea cercetării științifice, la afirmarea și creșterea prestigiului științei românești pe plan mondial, pentru înaltul devotament față de cauza poporului român, cu prilejul aniversării a 60 de ani de la făurirea Partidului Comunist Român”[25]
- Medalia comemorativă „A 40-a aniversare a revoluției de eliberare socială și națională, antifascistă și antiimperialistă” (20 august 1984) „pentru contribuția deosebită adusă la înfăptuirea politicii Partidului Comunist Român de făurire a societății socialiste multilateral dezvoltate în patria noastră, cu prilejul celei de-a 40-a aniversări a revoluției de eliberare socială și națională, antifascistă și antiimperialistă”[26]
- titlul de onoare suprem „Erou al Republicii Socialiste România” (7 ianuarie 1989) „în semn de înaltă prețuire a activității îndelungate desfășurate în mișcarea muncitorească, revoluționară, pentru eliberare socială și națională, pentru împlinirea aspirațiilor de progres și bunăstare ale poporului român, pentru înfăptuirea obiectivelor revoluției și construcției socialiste pe pămîntul României, pentru contribuția remarcabilă adusă la elaborarea și înfăptuirea politicii interne și externe a partidului și statului, la fundamentarea și aplicarea planurilor și programelor de dezvoltare economică și socială a patriei, la întărirea independenței și suveranității țării, la creșterea prestigiului României în lume, la afirmarea tot mai puternică a năzuințelor de pace și colaborare ale poporului român, pentru activitatea deosebită, multilaterală, consacrată creșterii aportului cercetării științifice, învățămîntului și culturii la realizarea marilor obiective ale construcției socialiste, promovării susținute, în toate domeniile, a celor mai noi cuceriri ale revoluției tehnico-științifice în folosul omului, al bunăstării și fericirii sale, al vieții și păcii, al propășirii națiunilor și înțelegerii între popoare, în semn de profund omagiu și vie recunoștință ale întregului partid și popor pentru activitatea revoluționară, patriotică, pusă în slujba progresului și prosperității patriei, cu prilejul aniversării zilei de naștere și a îndelungatei activități revoluționare”[27]

## Apelative
Ca soție a președintelui statului, Ceaușescu a fost la rându-i beneficiară a cultului personalității lui Nicolae.
Apelativul corect politic al Ceaușescu era „Tovarășa academician doctor inginer Elena Ceaușescu”, la care se adăuga deseori „savantă de renume mondial”. Cu licență poetică, era denumită de scriitorul Eugen Barbu: "Înalta Doamnă a Țării".
Alte surse susțin că Ceaușeștii nu suportau să li se vorbească cu titlul „domnule” sau „doamnă”, considerând acest lucru un act de trădare. Neoficial, era poreclită Codoi pentru că pronunța în acest fel compusul chimic CO2 (dioxid de carbon). Un oficial chiar a chemat-o așa în timpul Judecății Tribunalului Militar din 1989.

## Cronologie
1916 • În data de 7 ianuarie 1916 se naște în satul Petrești din județul Dâmbovița, Lenuța Petrescu. Părinții ei se numeau Nae și Alexandrina Petrescu și erau țărani mijlocii care practicau atât munca câmpului, cât și negoțul (de aici și porecla de "Lenuța lui Briceag"). A avut un singur frate mai mare care s-a numit Gheorghe (Gogu) Petrescu. Acesta va pleca în București și se va căsători cu Adela, care îl va converti la marxism-leninism și va fi una din cele mai apropiate prietene ale Elenei Ceaușescu. Gogu și Adela Petrescu au avut trei copii. Aceștia vor fi nepoții preferați ai Elenei Ceaușescu.
1930 • Primele trei clase primare le face în Petrești. La vârsta de 14 ani, când se afla în clasa a IV-a primară, este declarată repetentă ca urmare a rezultatelor slabe la învățătură. A promovat doar la disciplinele de muzică, sport și lucru manual.
1930-36 • După ce lucrează o vară-două la câmp își părăsește satul natal pentru București pentru a sta cu fratele ei Gogu și soția acestuia, Adela. Primul ei serviciu a fost ca muncitoare necalificată într-o fabrică de produse farmaceutice. Ceva mai târziu își va găsi, prin relațiile fratelui ei, un post de ucenică la fabrica de textile Jaquard (care se afla pe Dealul Spirii). După război, Elena își va găsi un post de laborantă la un laborator chimic.
1937 • Elena Ceaușescu devine membră a Partidului Comunist Român (P.C.R.). Începe să frecventeze Cercul cultural muncitoresc, apropiindu-se de mișcarea sindicală comunistă. A activat în Comitetul de organizare al tineretului comunist din Capitală, reprezentând sectorul II Negru, perioadă în care este înregistrată cu numele conspirativ "Florina".
1939 • În primăvara anului 1939, la una din acțiunile Cercului cultural muncitoresc din București (al breslei metalurgiștilor și lucrătorilor din îmbrăcăminte), Nicolae Ceaușescu o cunoaște pe Lenuța Petrescu. S-a aflat ulterior că fratele mai mare, Marin Ceaușescu, ar fi cunoscut-o primul pe ilegalista Lenuța Petrescu. Acesta i-ar fi prezentat-o ulterior fratelui său mai mic, Nicolae. • La 1 mai 1939, participă la demonstrația organizată de breslele bucureștene (episod a cărui natură avea să fie, mult mai târziu, falsificată de propaganda oficială, prezentându-se că ar fi fost vorba de „o puternică demonstrație antifascistă”, organizată și condusă de Nicolae și Elena Ceaușescu).
• La 13 august 1939, în cadrul unei serbări câmpenești organizate în „Parcul Veseliei” de muncitorimea Capitalei, Lenuța Petrescu a fost aleasă „regina balului”, transformată ulterior în „regina muncii”. • În octombrie Nicolae Ceaușescu este ales de „Conferința de organizare a UTC” secretar al UTC. Reușește să părăsească locul, dispărând din activitate 6 luni.
1943 • La 14 august, Nicolae Ceaușescu este internat în lagărul de la Târgu Jiu, pentru deținuți politici, unde au fost transferați comuniștii din închisori. Conform literaturii de partid, tânăra utecistă Lenuța l-a vizitat de câteva ori la închisoarea de la Târgu-Jiu. Scopul vizitelor era acela de a asigura legătura deținutului cu exteriorul, pentru "a organiza și conduce din lagăr lupta partidului". Astăzi, unele surse din cadrul familiei Ceaușescu afirmă că, de fapt, Lenuța nu avea cum să-l viziteze la închisoare pe Nicolae, deoarece vizitele nu erau permise decât membrilor familiei. La acea dată cei doi nu erau căsătoriți legal. Lenuța Petrescu procura de la Ajutorul Roșu alimentele și îmbrăcămintea pe care unul din frații lui Ceaușescu i le ducea apoi la închisoare. Un sâmbure de adevăr există totuși în legăturile Elenei, deoarece ea îl vizita de fapt pe fratele său, Gheorghe Petrescu, închis și el la Târgu-Jiu.
• După 23 august 1944, ca vechi lucrător „cu munca politică”, Elena Ceaușescu devine membră CC al UTC, în vreme ce, pe linie profesională, ocupa doar un post de laborantă.
• La 30 august 1944 Nicolae Ceaușescu, însoțit de Lenuța Petrescu, împreună cu Petre Constantinescu-Iași, Constantin Agiu, Gheorghe Apostol, întâmpină la Colentina primele unități ale Armatei roșii. În aceeași zi, în numele tineretului comunist, Ceaușescu, asistat de Lenuța Petrescu, susține primul său mare discurs în balconul Societății Generale (vis-a-vis de Universitate) din București în cadrul mitingului de întâmpinare a unităților Armatei roșii. Tot în aceeași zi, Nicolae Ceaușescu este numit secretar CC al UTC (poziție deținută până în octombrie 1945).
1945 Elena Ceaușescu lucrează ca secretară la Ministerul Afacerilor Externe însă va fi demisă pentru incompetență. Această situație era văzută ca incompatibilă cu calitatea ei de soție a unui personaj de seamă al conducerii de partid, drept care, la ordin, se înființează în cadrul Facultății de Chimie Industrială a Institutului Politehnic din București un curs fără frecvență pe care, urmându-l (la sfârșitul anilor’40 – începutul anilor’50), Elena Ceaușescu dobândește titlul de „inginer chimist”. Trebuie menționat că după acest episod cursul respectiv a fost desființat.
1946 – 47 • Nicolae Ceaușescu îndeplinește funcția de instructor de partid (și nu secretar așa cum s-a spus în timpul regimului său) al comitetelor regionale Dobrogea, iar apoi Oltenia ale P.C.R.. Elena Ceaușescu îl însoțește în ambele locații. • Pe 17 noiembrie, Nicolae Ceaușescu este ales deputat în Circumscripția Slatina, județul Olt, fiind deputat în toate legislaturile până în decembrie 1989.
1947 • Pe 23 decembrie 1947, Nicolae Ceaușescu și Lenuța Petrescu se căsătoresc (actul de căsătorie nr. 2592/947).
1948 Pe 7 februarie 1948 se naște Valentin Ceaușescu, primul copil al soților Ceaușescu.
1949 Pe 1 martie 1949 se naște Elena – Zoia Ceaușescu, al doilea copil al soților Ceaușescu.
1951 • Pe 1 septembrie se naște Nicu Ceaușescu, al treilea copil al soților Ceaușescu.
1957 • Elena Ceaușescu ocupă funcția de cercetător științific la Institutul de Cercetări Chimice din București (ICECHIM).
1964 • Pe 20 martie 1964, Elena Ceaușescu se înscrie pentru teza de doctorat. „Doctoratul” Elenei Ceaușescu în chimie are o poveste interesantă. Acad. Constantin Nenițescu, șeful Catedrei și decan al Facultății de Chimie Industrială din cadrul IPB, s-a opus categoric. Partidul găsește însă o soluție și în această situație. Astfel, Institutul de Chimie Macromoleculară „Petru Poni”, din subordinea Filialei Iași a Academiei R.P.R., făcea cunoscut ICECHIM-ului, la 20 martie 1964, că „s-a aprobat înscrierea Elenei Ceaușescu la aspirantură, specialitatea chimie macromoleculară. Termenul de doi ani pentru susținerea examenelor de minim de candidat a început la data de 14 martie 1964” (adresa nr. 253, semnată de prof. dr. I. Zugrăvescu). De menționat că teza de doctorat a Elenei Ceaușescu, intitulată „Polimerizarea stereospecifică a izoprenului” a fost elaborată, de fapt, de prof. univ. dr. Osiaș, lucrarea fiind trimisă la amintitul institut ieșean pentru a fi susținută de cea care pretindea a o fi realizat. • În lunile iunie și iulie sunt grațiați 6711 deținuți politici (3.467 în iunie și 3.244 în iulie). • La 15 noiembrie 1964, Elena Ceaușescu preia funcția de director al ICECHIM (prin Ordinul nr. 1.895 al ministrului Industriei Petrolului și Chimiei, Mihail Florescu), „cu un salariu brut lunar de 3.500 lei”. • Pe 21 octombrie Gheorghe Gheorghiu-Dej cere noii conduceri sovietice, prin intermediul ambasadorului de la București, retragerea totală a consilierilor sovietici din România, ce va fi dusă la îndeplinire în decembrie același an.
1965 • Elena Ceaușescu devine membră a Consiliului Național al Cercetării Științifice (care avea 90 de membri) • Pe 18 martie MAN alege ca președinte al Consiliului de Stat pe Gheorghe Gheorghiu-Dej, pe Ion Gheorghe Maurer ca președinte al Consiliului de Miniștri și pe Ștefan Voitec ca președinte al MAN. • Pe 19 martie 1965 încetează din viață Gheorghe Gheorghiu-Dej, prim–secretar al C.C. al P.M.R. și președinte al Consiliului de Stat.
1967 Pe data de 18 decembrie 1967, Elena Ceaușescu obține titlul științific de „doctor inginer” (cum îi comunica prin adresa nr.896, din 18 decembrie 1967, Ministerul Învățământului, Direcția Comisia Superioară de Diplome, sub semnătura secretarului științific, prof. Dr. Gheorghe Buzdugan).
1968 Pe 24 -25 octombrie, Plenara CC al PCR hotărăște înființarea organizației politice Frontul Unității Socialiste, care să grupeze în jurul – PCR și sub conducerea lui – toate organizațiile politice, obștești și profesionale din România și să fie singura structură abilitată să propună candidați la alegerile legislative locale. • Elena Ceaușescu devine membru al Comitetului Municipiului București al P.C.R.
1970 • În perioada 1970 – 1980, Elena Ceaușescu deține funcția de director general al ICECHIM-ului, postură din care – cu concursul nemijlocit al aparatului de partid și Securitate – începe să colecționeze titluri științifice care mai de care mai prestigioase de la o serie de instituții de profil din lume. • În perioada 13 - 27 octombrie, Nicolae și Elena Ceaușescu efectuează o vizită de stat în S.U.A., la invitația președintelui Richard Nixon.
1971 În perioada 1 – 25 iunie, Nicolae și Elena Ceaușescu efectuează o serie de vizite de stat în: R.P. Chineză (1 – 9 iunie), R.P.D. Coreeană (9 – 15 iunie), R.D. Vietnam (15 – 19 iunie), R.P. Mongolă (21 – 25 iunie). Aceste vizite de stat (în special cele din R.P. Chineză și R.P.D. Coreeană) vor avea consecințe catastrofale asupra vieții social-culturale a României.
1972 La Conferința Națională a PCR, din 19 – 21 iulie 1972, Elena Ceaușescu este aleasă membră CC (Comitetul Central) al P.C.R. • Elena Ceaușescu devine membră a Biroului Executiv al Consiliului Național pentru Știință și Tehnologie.
1973 • Elena Ceaușescu devine membră în Consiliul Suprem pentru Dezvoltare Economică și Socială. • Plenara CC al PCR, din 18 – 19 iunie, o alege pe Elena Ceaușescu membră a Comitetului Executiv (C.Ex.) al CC al P.C.R. (fostul Birou Politic). În cadrul Plenarei, Nicolae Ceaușescu dispune, în luna iulie, să se continue construirea Canalului Dunăre–Marea Neagră. • În perioada 4 - 8 decembrie, Nicolae și Elena Ceaușescu efectuează o nouă vizită de stat în S.U.A. la invitația președintelui Richard Nixon.
1974 • În perioada 28 februarie – 1 martie, drept „recunoaștere a excepționalelor sale merite științifice”, Elena Ceaușescu este aleasă membru al Academiei Republicii Socialiste România. Până în 1988 va reuși să devină membră a șase academii, Doctor Honoris Causa a 10 universități și va primi numeroase alte titluri și distincții.
• În perioada 5 – 8 martie, Nicolae și Elena Ceaușescu efectuează o vizită de stat în Argentina la invitația președintelui Juan Peron și a soției acestuia, vicepreședintele Isabel Peron. Ambițiile politice ale Elenei Ceaușescu vor crește și mai mult după întâlnirea cu Isabel Peron.
La Congresul al XI-lea al PCR, care are loc în perioada 25 – 28 noiembrie 1974, Nicolae Ceaușescu este reales în funcția de Secretar General al C.C. al P.C.R.. Comitetul Executiv (C.Ex.) al CC al P.C.R. își schimbă denumirea în Comitetul Politic Executiv (C.P.Ex.) al C.C. al P.C.R. Elena Ceaușescu este realeasă membră a Comitetului Politic Executiv (C.P.Ex.) al CC al PCR. Tot la Congresul al XI-lea al PCR este aleasă și membru al Biroului Permanent al Comitetului Politic Executiv (C.P.Ex.) al CC al PCR. (care deținea 16 membri) – poziție deținută până în 22 decembrie 1989. Elena Ceaușescu este însărcinată cu problemele de cadre din PCR. Din acest moment Elena Ceaușescu devine persoana numărul doi în stat și în partid. Biroul ei din Comitetul Central al PCR va fi cunoscut de acum înainte sub numele de 'CABINETUL 2'.
1978 • În perioada 12–17 aprilie, Nicolae și Elena Ceaușescu efectuează a treia vizită de stat în S.U.A. la invitația președintelui Jimmy Carter.
• În perioada 13–16 iunie, Nicolae și Elena Ceaușescu efectuează o vizită de stat în Regatul Unit al Marii Britanii. Cei doi sunt primiți de regina Elisabeta a II-a la Palatul Buckingham.
1979 • În ianuarie 1979, Elena Ceaușescu devine Președintele Comisiei C.C. însărcinat cu cadrele de Partid și de Stat (Comisia de Cadre a C.C. - poziție deținută până în 22 decembrie 1989), ceea ce însemna că practic ea controla toate numirile în partid și în guvern, atât la secretariatele de județ, cât și în funcțiile publice. În această funcție, Elena Ceaușescu controla întreaga politică în domeniu a P.C.R., nicio numire mai importantă nefăcându-se fără avizul său. • În luna martie se constituie „Sindicatul Liber al Oamenilor Muncii” din România, unul din primele din Europa răsăriteană.
• Pe date de 7 iunie 1979, Elena Ceaușescu este aleasă Președintele Consiliului Național pentru Știință și Tehnologie (poziție deținută până în 22 decembrie 1989), devenind astfel membru cu drepturi depline în Cabinetul Ministerial.
• La Congresul al XII–lea al P.C.R. din 19 – 23 noiembrie 1979, Nicolae și Elena Ceaușescu sunt realeși în funcțiile pe care le dețin. Congresul se încheie cu o zi mai devreme decât fusese programat, datorită incidentului creat de veteranul partidului, Constantin Pârvulescu, care se ridică în plen împotriva cultului personalității creat în jurul lui Nicolae și al Elenei Ceaușescu, cerând congresului să nu-l mai aleagă în fruntea partidului. Incidentul este oprit de Elena Ceaușescu care, împreună cu restul CPEx-ului, începe să-l aplaude pe Nicolae Ceaușescu.
1980 • Pe 30 martie 1980, la Plenara CC al PCR, Marea Adunare Națională (M.A.N.) alege Consiliul de Stat și Guvernul. Elena Ceaușescu este aleasă în funcția de prim-viceprim–ministru al Guvernului (poziție deținută până în 22 decembrie 1989).
• Pe 8 aprilie, Elena Ceaușescu este re-numită președintă a Consiliului Național pentru Știință și Tehnologie.
1981 • Elena Ceaușescu devine președintele Comitetului Național Român „Oamenii de știință și pacea” •
• Pe 29 decembrie se constituie Comitetul Național Român “Oamenii de știință și pacea”, în fruntea căruia se află Elena Ceaușescu. • 31 decembrie – PCR numără 3.150.812 membri.
1982 Pe 21 mai ședința de lucru a CC al PCR operează masive mișcări de cadre la nivelul guvernului și CPEx al CC al PCR. Primul ministru Ilie Verdeț este eliberat din funcție. MAN alege în funcția de prim-ministru, pe Constantin Dăscălescu. Elena Ceaușescu, Gh. Oprea și Ion Dincă sunt realeși în funcția de prim vice-primi-miniștri.
• În luna decembrie, Elena Ceaușescu este aleasă vicepreședinte al Consiliului Suprem al Dezvoltării Economice și Sociale. 
1983 • Pe 21 mai CPEx al CC al PCR numește un nou guvern condus de Constantin Dăscălescu, prim-ministru; sunt prim-viceprim-miniștrii: Elena Ceaușescu, Gh. Oprea și Ion Dincă.
1984 Pe 25 iunie, Nicolae și Elena Ceaușescu inaugurează oficial temelia viitoarei „Casa Republicii (Poporului)” și a Bulevardului „Victoria Socialismului”.
Se desfășoară, la București, lucrările Congresului al XIII–lea al P.C.R. La Congresul al XIII–lea al P.C.R. din 19 – 23 noiembrie 1984, Nicolae și Elena Ceaușescu sunt realeși în funcțiile pe care le dețin.
1985 • Pe 28-29 martie MAN, rezultată din alegeri, realege ca președinte al României pe Nicolae Ceaușescu. Sunt alese, de asemena, Consiliul de Stat, guvernul condus de Constantin Dăscălescu (având ca prim-viceprim-miniștri pe Elena Ceaușescu, Gh. Oprea și Ion Dincă).
• Primul Congres al Științei și Învățământului, care are loc în perioada 28 – 29 noiembrie 1985, o desemnează pe Elena Ceaușescu în funcția de președinte al Consiliului Național al Științei și Învățământului.